# Achyrospermum
Achyrospermum – rodzaj roślin z rodziny jasnotowatych (Lamiaceae). Obejmuje 28 gatunków występujących w tropikalnej Afryce i Azji.

## Morfologia
Rośliny zielne o łodygach pokładających się u nasady. Liście ogonkowe, o blaszce ząbkowanej. Kwiaty skupione po ok. 6 w nibyokółki tworzące kłos złożony.

## Systematyka
Pozycja według APweb (aktualizowany system APG III z 2009)
Przedstawiciel rodziny jasnotowatych (Lamiaceae) należącej do rzędu jasnotowców (Lamiales) reprezentującego dwuliścienne właściwe.
Wykaz gatunków
- Achyrospermum aethiopicum Welw.
- Achyrospermum africanum Hook.f. ex Baker
- Achyrospermum axillare E.A.Bruce
- Achyrospermum carvalhoi Gürke
- Achyrospermum ciliatum Gürke
- Achyrospermum cryptanthum Baker
- Achyrospermum dasytrichum Perkins
- Achyrospermum densiflorum Blume
- Achyrospermum erythobotrys Perkins
- Achyrospermum fruticosum Benth.
- Achyrospermum laterale Baker
- Achyrospermum micranthum Perkins
- Achyrospermum mildbraedii Perkins
- Achyrospermum nyasanum Baker
- Achyrospermum oblongifolium Baker
- Achyrospermum parviflorum S.Moore
- Achyrospermum purpureum Phillipson
- Achyrospermum radicans Gürke
- Achyrospermum scandens Polhill
- Achyrospermum schimperi (Hochst. ex Briq.) Perkins
- Achyrospermum schlechteri Gürke
- Achyrospermum serratum E.A.Bruce
- Achyrospermum seychellarum Baker
- Achyrospermum squamosum Chikuni
- Achyrospermum swina Perkins
- Achyrospermum tisserantii Letouzey
- Achyrospermum urens Baker
- Achyrospermum wallichianum (Benth.) Benth. ex Hook.f.